# Domee Shi

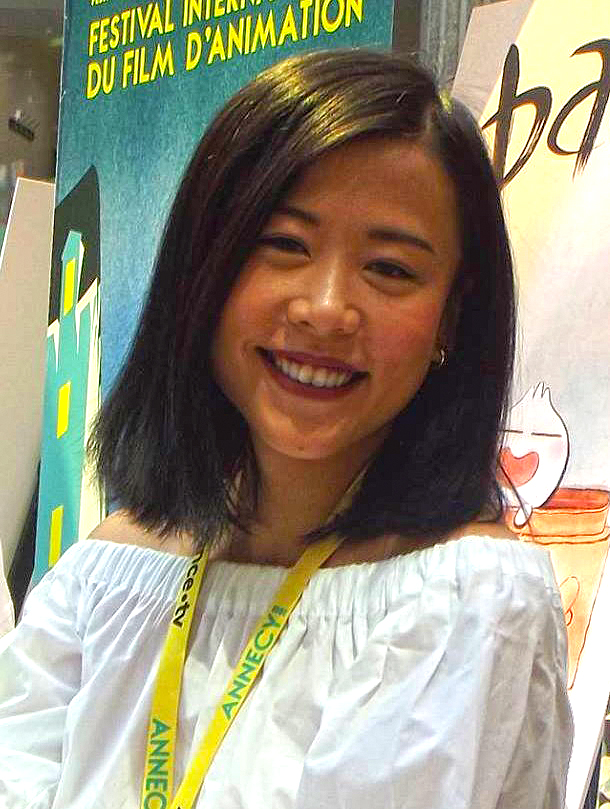
Domee Shi 2018 auf dem Festival d’Animation Annecy in Frankreich

Domee Shi (chinesisch 石之予, Pinyin Shí Zhīyǔ, * 8. September 1989 in Chongqing, China) ist eine chinesisch-kanadische Storyboard-Zeichnerin (storyboard artist) und Regisseurin bei Pixar (seit 2011). Sie war an der Erstellung verschiedener Filme wie Alles steht Kopf (2015), Die Unglaublichen 2 (2018) und A Toy Story: Alles hört auf kein Kommando (2019) als Storyboardzeichnerin beteiligt. 2018 erschien der von ihr inszenierte Kurzfilm Bao, der zusammen mit Die Unglaublichen 2 im Kino gezeigt wurde. Sie war damit die erste Frau, die einen Pixar-Kurzfilm inszenierte. Der Kurzfilm wurde in der Kategorie Bester animierter Kurzfilm mit einem Oscar ausgezeichnet.

## Leben
Shi wurde 1989 in China als alleiniges Kind ihrer Eltern geboren, die zwei Jahre später zusammen nach Kanada emigrierten. Bevor sie nach Toronto zogen, lebten sie ein halbes Jahr in Neufundland. Shis Vater war in China Kunst-Professor und Landschaftsmaler gewesen.
In der High School wurde Shi Vizepräsidentin des dortigen Anime-Clubs. Sie bekam über eigene Manga-Zeichnungen, die sie bei DeviantArt veröffentlicht hatte, Kontakt zu Gleichgesinnten. Schließlich schrieb sie sich am Sheridan College in Ontario ein, wo sie Animation studierte.
Nachdem sie 2011 ihr Studium abgeschlossen hatte, machte sie ein dreimonatiges Praktikum bei Pixar als Storyboarderin; anschließend arbeitete sie dort weiter.

## Filmografie
Quelle:
| Jahr | Titel                                     | Im Abspann als                  | Bemerkungen                  |
| ---- | ----------------------------------------- | ------------------------------- | ---------------------------- |
| 2015 | Alles steht Kopf                          | Storyboard-Zeichnerin           | Animationsfilm von Pixar     |
| 2015 | Arlo & Spot                               | Storyboard-Zeichnerin           | Animationsfilm von Pixar     |
| 2018 | Die Unglaublichen 2                       | Storyboard-Zeichnerin           | Animationsfilm von Pixar     |
| 2018 | Bao                                       | Drehbuchautorin und Regisseurin | Animationskurzfilm von Pixar |
| 2018 | Purl                                      | Sprecherin                      | Animationskurzfilm von Pixar |
| 2019 | A Toy Story: Alles hört auf kein Kommando | Storyboard-Zeichnerin           | Animationsfilm von Pixar     |
| 2022 | Rot                                       | Regisseurin und Drehbuchautorin | Animationsfilm von Pixar     |

## Auszeichnungen (Auswahl)
Für Alles steht Kopf war Shi bei den Annie Awards in der Kategorie Outstanding Achievement in Storyboarding in an Animated Feature Production (Hervorragende Storyboard-Leistung in einer Animationsfilmproduktion) nominiert.
Der Kurzfilm Bao bescherte ihr den Oscar 2019 in der Kategorie Bester animierter Kurzfilm sowie Nominierungen auf dem Tribeca Film Festival (Best Narrative Short) und bei den International Online Cinema Awards (Bester Animationsfilm).